# Amaldi-Medaille
Die Amaldi-Medaille (ital.: Medaglia Amaldi) ist eine Auszeichnung für Forschung in Gravitationsphysik, die von der italienischen Gesellschaft für Relativität und Gravitationsphysik (Società Italiana di Relatività Generale e Fisica della Gravitazione, SIGRAV) verliehen wird. Sie wird seit 2004 alle zwei Jahre verliehen und ist nach Edoardo Amaldi benannt. Der Preis ist mit 10.000 Euro dotiert.

## Preisträger
- 2004 Roger Penrose
- 2006 Bernard Schutz
- 2008 Sergio Ferrara
- 2010 Thibault Damour
- 2012 Wjatscheslaw Muchanow und Alexei Alexandrowitsch Starobinski
- 2014 Nazzareno Mandolesi und Sergei D. Odintsov
- 2016 Adalberto Giazotto, Guido Pizzella
- 2018 Stefano Vitale, Yvonne Choquet-Bruhat
- 2021 Heino Falcke, Andrzej Trautman
- 2023 Joseph Silk, Gabriele Veneziano[1]